# Las Vegas (Honduras)
Las Vegas é uma cidade hondurenha do departamento de Santa Bárbara.